# Aphyllanthoideae
Aphyllanthoideae is een botanische naam, voor een onderfamilie van eenzaadlobbige planten. Of een dergelijke onderfamilie erkend wordt zal nogal eens wisselen, afhankelijk van de taxonomische opvatting.
In een artikel dat het APG III-systeem (2009) begeleidt, worden er in de Aspergefamilie (Asparagaceae) zeven onderfamilies onderscheiden, waarvan dit er dan een is. In dat geval gaat het om dezelfde groep als die in het APG-systeem (1998) en het APG II-systeem (2003) erkend werd als de familie Aphyllanthaceae, te weten: één soort, Aphyllanthes monspeliensis, die inderdaad voorkomt in Montpellier en aangrenzend Middellandse Zeegebied.